# Villano de Las Encartaciones
El villano de Las Encartaciones es una raza de perro española originaria de la comarca de las Encartaciones en la provincia de Vizcaya en la comunidad autónoma del País Vasco y de la comunidad autónoma de  Cantabria en España.

## Características
Se trata de un perro tranquilo, buen guardián, pero no agresivo con las personas de su entorno. Es rústico, valiente y fácil de adiestrar. Tradicionalmente ha sido dedicado al agarre de reses y caza mayor.
Alcanzan su tamaño final con menos de un año, unos 60-65 centímetros de altura a la cruz, su peso suele rondar los 35 kilogramos. Su pelaje suele ser atigrado con vetas rojizas y grises y algunos lo tienen casi negro por completo.

## Orígenes
Villano es una palabra de origen romance, propia del cántabro encartado villanu, y se refiere a un tipo de perro que se usaba para gobernar el ganado. Estos perros capturaban el ganado de la montaña y lo llevaban a la “villa”, es decir, a las poblaciones, para venderlo o matarlo.
Este perro surgió cuando los ganaderos de Las Encartaciones (Vizcaya) seleccionaron determinados cruces del antiguo Alano, buscando un perro de presa más ligero, rápido, de presa potente y capaz de seguir a las reses por el monte durante largo tiempo. Estos perros nunca se han dedicado a las peleas, de hecho en sus labores originales han precisado trabajar en equipo con sus congéneres y se han desarrollado en un entorno rural y familiar.
Problemas de salud:
Por la poca popularidad con que cuenta esta raza no se cuenta con mucha información sobre sus enfermedades y sobre el cuidado que este debe recibir. Por lo investigado este tranquilo cazador no requiere de cuidado especial.